# Dukhania
Dukhania es un género de foraminífero bentónico de la familia Chrysalidinidae, de la superfamilia Chrysalidinoidea, del suborden Textulariina y del orden Textulariida. Su especie tipo es Dukhania conica. Su rango cronoestratigráfico abarca el Cretácico medio y superior.

## Clasificación
Dukhania incluye a las siguientes especies:
- Dukhania arabica †
- Dukhania conica †